# Weekend van de Wetenschap

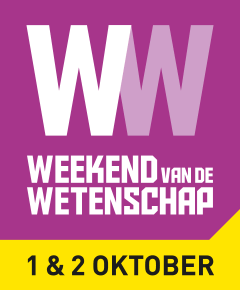
Aankondiging van het weekend in 2016

Weekend van de Wetenschap is sinds 2012 een Nederlands wetenschapsevenement. Jaarlijks organiseert het NEMO wetenschap en technologiemuseum met steun van het ministerie van Onderwijs, Cultuur en Wetenschap dit weekend. Het is het grootste landelijke technologie- en wetenschapsevenement van Nederland.
Het weekend maakt deel uit van Oktober Kennismaand, dat ontstond uit de van 1986 tot 2007 georganiseerde WetenWeek. Het vindt plaats in het eerste weekend van deze maand. Doel van het evenement is om een breed publiek kennis te laten maken met wetenschap en techniek. Veel (onderzoeks)instellingen, bedrijven, universiteiten, science centra en sterrenwachten organiseren dan publieksactiviteiten zoals rondleidingen, workshops, debatten en lezingen.